# Mercedes-Benz Classe S (Type 221)
Pour une vue d'ensemble complète de tous les modèles de Classe S Mercedes-Benz, voir Mercedes-Benz Classe S.
La Mercedes Classe S W221 est un véhicule grand tourisme de luxe produit de 2005 à 2013.
Présentée au Salon de Francfort en septembre 2005, la nouvelle et cinquième génération de Classe S existe en 2 longueurs : 5,07 m pour la courte et 5,20 m pour la longue.
Équipée uniquement de moteur en V en 6, 8 et 12 cylindres essence et Diesel, elle peut aussi recevoir une transmission intégrale nommée "4-Matic" qui permet de maximiser la sécurité[réf. nécessaire].

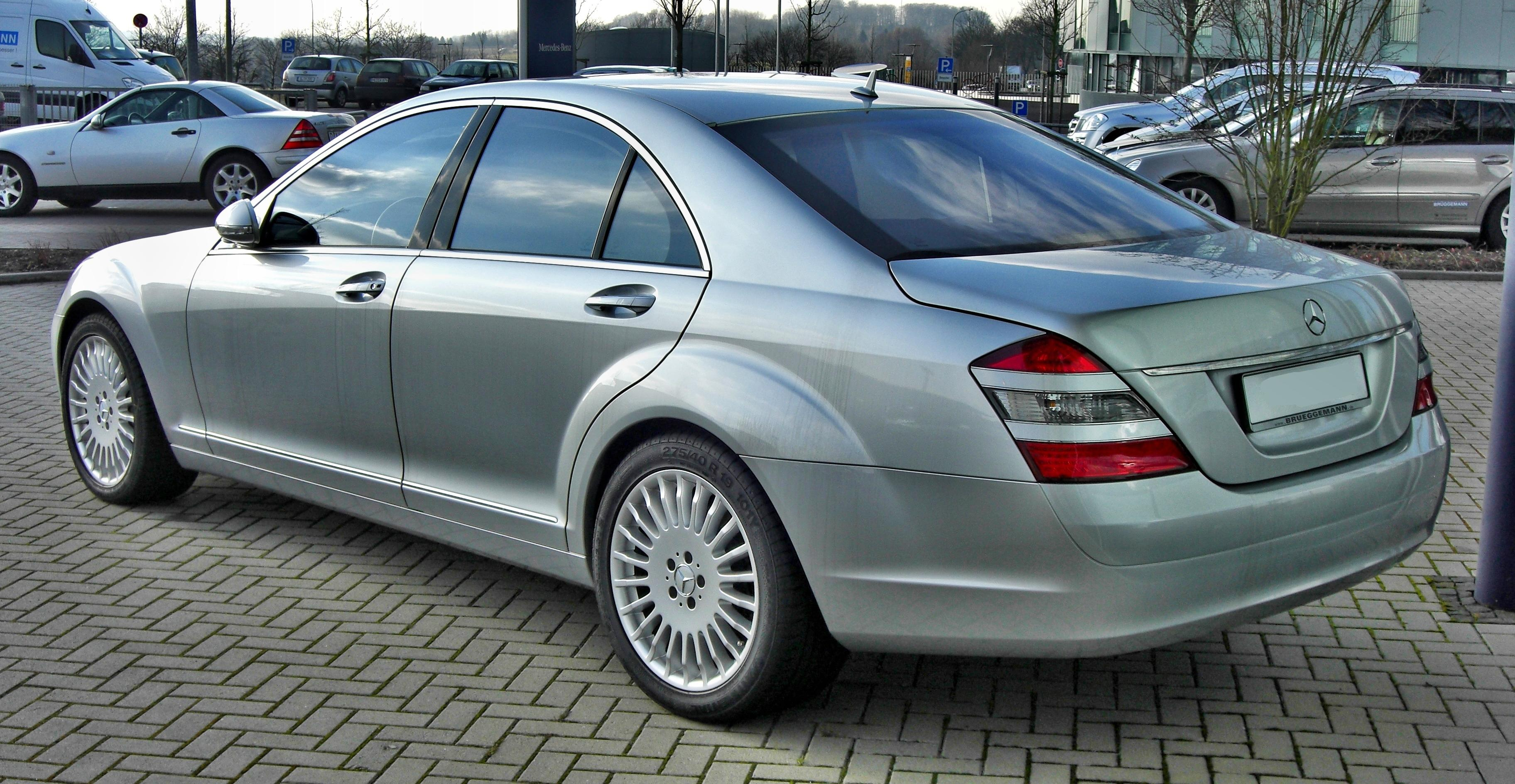
S 500.

## Équipement
La voiture est livrée avec un grand nombre de particularités techniques de série, il s'agit :
- Système "COMAND" (Cockpit Management and Data System) central à molette cliquable
- Nanolack : peinture vernie nanotechnologique qui intègre des particules de céramique, plus résistante aux diverses agressions extérieures (rayures et salissures)
- Feux de stop adaptatifs et Projecteurs bi-xénon avec ILS (Intelligent Light System), lave-phares et correcteur dynamique de portée.
- Système de sécurité préventive PRE-SAFE de deuxième génération
- Suspension active Active Body Control (ABC)
- Boîte de vitesses à 7 vitesses 7G-TRONIC avec le nouveau sélecteur Direct Select
- Réglage Türbremse (aide à la fermeture des portières)
- Rétroviseur intérieur et extérieur gauche jour/nuit automatiques et rétroviseurs extérieurs rabattables électriquement
- DISTRONIC PLUS : Radar de régulation de distance avec frein PRE-SAFE, freinage d'urgence BAS PLUS, détecteur d'angle mort et stationnement guidé APG
- ESP (régulation de comportement dynamique)
- TEMPOMAT (régulateur de vitesse) et SPEEDTRONIC (limiteur de vitesse)
- Navigation COMAND APS : navigation (cartographie) par disque dur avec information trafic TMC/radio RDS/lecteur CD frontal compatible MP3/grand écran/prise AUX-IN
- Système de sonorisation Surround Harman Kardon LOGIC7 (14HP - 600W) avec Changeur DVD (6 DVD) dans la console centrale

Et en option, par exemple :
- Caméra de recul
- Keyless Go (Système sans clé d'accès et de démarrage du moteur)
- Assistant de vision nocturne

## Modèles
| Année     | Modèles             | Type de moteur                    | Motorisation | Énergie               | Puissance                               | Couple        |
| --------- | ------------------- | --------------------------------- | ------------ | --------------------- | --------------------------------------- | ------------- |
| 2006–2013 | S 300 (Asia only)   | V6                                | 3,0 L        | Essence               | 231 ch (170 kW)                         | 300 N m       |
| 2009–2013 | S 300 BlueTecHYBRID | 4 cylindres en ligne turbo-diesel | 2,2 L        | Diesel + electric     | 224 ch (165 kW)                         | 560 N m       |
| 2006–2013 | S 320 CDi           | V6 turbo-diesel                   | 3,0 L        | Diesel                | 231 ch (170 kW)                         | 540 N m       |
| 2006–2013 | S 350               | V6                                | 3,5 L        | Essence               | 272 ch (200 kW)                         | 350 N m       |
| 2009–2013 | S 400 BlueHYBRID    | V6                                | 3,5 L        | Essence + électricité | 299 ch (220 kW) total, 15 kW électrique | 375 N m total |
| 2006–2013 | S 420 CDi           | V8 turbo-diesel                   | 4,0 L        | Diesel                | 315 ch (230 kW)                         | 730 N m       |
| 2006–2013 | S 450               | V8                                | 4,5 L        | Essence               | 340 ch (250 kW)                         | 460 N m       |
| 2006–2013 | S 500 (S 550)       | V8                                | 5,5 L        | Essence               | 388 ch (285 kW)                         | 530 N m       |
| 2006–2013 | S 600               | V12 biturbos                      | 6,0 L        | Essence               | 517 ch (380 kW)                         | 830 N m       |
| 2006–2013 | S 63 AMG            | V8                                | 5,5 L        | Essence               | 525 ch (386 kW)                         | 630 N m       |
| 2006–2013 | S 65 AMG            | V12 biturbos                      | 6,0 L        | Essence               | 612 ch (450 kW)                         | 1 000 N m     |

## Motorisation
|                      | 400 Hybrid                                         | 350 BE                         | 500 BE                          | 600 Limousine                      | 63 AMG                            | 65 AMG Limousine                   | 250 CDI BE                          | 350 BlueTEC                     |
| Moteur               | 6 cylindres en V Atmosphérique + moteur électrique | 6 cylindres en V Atmosphérique | 8 cylindres en V Turbocompressé | 12 cylindres en V BiTurbocompressé | 8 cylindres en V Biturbocompressé | 12 cylindres en V BiTurbocompressé | 4 cylindres en ligne Turbocompressé | 6 cylindres en V Turbocompressé |
| Cylindrée            | 3 498 cm3                                          | 3 498 cm3                      | 4 663 cm3                       | 5 513 cm3                          | 5 461 cm3                         | 5 980 cm3                          | 2 143 cm3                           | 2 987 cm3                       |
| Puissance            | 299 ch (279 + 20 ch)                               | 306 ch                         | 435 ch                          | 517 ch                             | 544¹ ch                           | 630 ch                             | 204 ch                              | 258 ch                          |
| Couple               | 385 N m                                            | 370 N m                        | 700 N m                         | 830 N m                            | 800 N m                           | 1 000 N m                          | 500 N m                             | 620 N m                         |
| Accélération         | 0 à 100 km/h en 7,2 s                              | 0 à 100 km/h en 6,9 s          | 0 à 100 km/h en 5,0 s           | 0 à 100 km/h en 4,6 s              | 0 à 100 km/h en 4,5¹ s            | 0 à 100 km/h en 4,4 s              | 0 à 100 km/h en 8,2 s               | 0 à 100 km/h en 7,1 s           |
| Transmission         | Propulsion                                         | Propulsion (ou 4RM)            | Propulsion (ou 4RM)             | Propulsion                         | Propulsion                        | Propulsion                         | Propulsion                          | Propulsion (ou 4RM)             |
| Boîte de vitesses    | Boite auto. 7 vitesses                             | Boite auto. 7 vitesses         | Boite auto. 7 vitesses          | Boite auto. 5 vitesses             | Boite auto. 7 vitesses            | Boite auto. 5 vitesses             | Boite auto. 7 vitesses              | Boite auto. 7 vitesses          |
| Consommation (mixte) | 7,9 l/100 km                                       | 7,6 l/100 km                   | 9,4 l/100 km                    | 14,1 l/100 km                      | 10,5 l/100 km                     | 14,3 l/100 km                      | 5,7 l/100 km                        | 6,2 l/100 km                    |
| CO2                  | 186 g/km                                           | 177 g/km                       | 219 g/km                        | 329 g/km                           | 244 g/km                          | 334 g/km                           | 149 g/km                            | 164 g/km                        |
| Poids (DIN)          | 1 955 kg                                           | 1 910 kg                       | 2 010 kg                        | 2 210 kg                           | 2 170 kg                          | 2 275 kg                           | 1 970 kg                            | 1 995 kg                        |

¹ +27 ch, 4,4 s au 0–100 km/h et 300 km/h de vitesse de pointe avec le Pack Performance AMG

### Énergie Alternative
La Mercedes-Benz S400 BlueHybrid a été présentée Paris Auto Show. Elle est la première hybride du constructeur.
La gamme essence se compose de :
- la S 350 avec un V6 3.5 de 272 ch.
- la S 450 avec un V8 4.7 de 340 ch.
- la S 500 avec un V8 5.5 de 388 ch.
- la S 600 avec un V12 6.0 biturbo de 517 ch.

La gamme Diesel se compose de :
- la S 320 CDI avec un V6 3.0 CDi de 235 ch.
- la S 420 CDI avec un V8 4.0 CDi de 320 ch.

Mais la nouvelle S peut aussi compter sur deux modèles griffés AMG :
- la S 63 AMG, version sport de la S500, dispose d'un V8 5.5 atmosphérique de 517 ch.
- la S 65 AMG, version sport de la S600, dispose d'un V12 6.0 biturbo de 612 ch.

Ses prix en Euros : 
| Moteur                   | Version courte | Version longue |
| ------------------------ | -------------- | -------------- |
| Versions essence         |                |                |
| S 350                    | 87 500 €       | 92 900 €       |
| S 450                    | 104 400 €      | 108 800 €      |
| S 500                    | 111 000 €      | 115 400 €      |
| S 600                    |                | 164 400 €      |
| S 63 AMG                 | 160 000 €      | 164 400 €      |
| S 65 AMG                 |                | 239 900 €      |
| Versions hybride         |                |                |
| S 400 Hybrid             | 92 300 €       | 97 700 €       |
| Versions Diesel          |                |                |
| S 350 CDI BlueEfficiency | 82 500 €       | 87 900 €       |
| S 450 CDI                | 112 400 €      | 116 800 €      |

Les versions "4-Matic" sont disponibles sur S 350,S 450,S 500 et S 320 CDI en versions courte et longue en option pour le prix de 4000 Euros.